# アイ・ライク・イット
「アイ・ライク・イット」（I Like It）は、1982年にデバージがモータウン・レコードからアイリス・ゴーディのプロデュースでリリースしたシングル。作曲はランディ・デバージ、バニー・デバージ、エル・デバージ 。この作品はデバージのセカンド・スタジオアルバム『All This Love』からのファーストシングルカットだった。

## 概要
All This Loveからの、デバージ史上のセカンドシングルとしてリリースされたこの曲はBillboard Hot 100で最高31位を記録し、Billboard Hot R&B singles chartでは最高2位を記録した。

### サンプリング
しばしばカバーされるほか、グループのハーモニーとエルのリフレイン部分がよくサンプリングネタに使用される。女性R&BトリオのJomandaが1993年にリリースしたアルバム"Nubia Soul"でカバーしたり、ネリーがアルバム『スーツ』に収録した、ジャヒームとの共演作「マイ・プレイス」でサンプリングに用いている。

## チャート
| チャート名(1982)                        |    |
| --------------------------------------- | -- |
| U.S. Billboard Hot 100                  | 31 |
| U.S. Billboard en:Hot R&B/Hip-Hop Songs | 2  |

## クレジット
- リード・ボーカル ： ランディ・デバージとエル・デバージ
- バック・ボーカル ： デバージ （バニー・デバージ、エル・デバージ、ランディ・デバージ、マーク・デバージ、ジェームス・デバージ）
- 楽器演奏 :
  - エル・デバージ : ピアノ/キーボード
  - ランディ・デバージ : ベース、ギター
  - マーク・デバージ : トランペット
- プロデュース ： エル・デバージとアイリス・ゴーディ